# Avenue des Terroirs-de-France
L'avenue des Terroirs-de-France est une voie située dans le quartier de Bercy du 12e arrondissement de Paris.

## Situation et accès
L'avenue fait partie de la ZAC de Bercy. Elle se trouve non loin de Bercy Village, sur l'emplacement des anciens entrepôts de Bercy.
L'avenue est accessible par la ligne de métro 14 à la station Cour Saint-Émilion.

## Origine du nom
Le nom rappelle que cette voie est située sur le site des anciens entrepôts vinicoles de Bercy.

## Historique
La rue est située à l'emplacement de l'ancienne rue de la Grange-aux-Merciers à la limite  du parc du Pâté-Pâris. Une partie du terrain de l'ancien parc est vendu par ses propriétaires en 1825 à l'État qui y construit une caserne de cavalerie. Cette caserne est vendue à la Ville de Paris vers 1880 pour  l'extension des entrepôts de Bercy jusqu'en bordure de la gare de la Rapée.
La rue de la Grange aux meuniers devient la rue intérieure Nicolaï  des entrepôts de Bercy ou Cour Nicolaï. Ce espace est encore restructuré vers 1990 au cours de l'aménagement de la ZAC de Bercy après la suppression de ces entrepôts.
Cette voie est créée dans ce  cadre sous le nom de voie BV/12 et absorbe la cour Nicolaï. Elle prend sa dénomination actuelle par arrêté municipal du 11 février 1993.

Emplacement de l'actuelle avenue sur plans de 1784 et de 1846
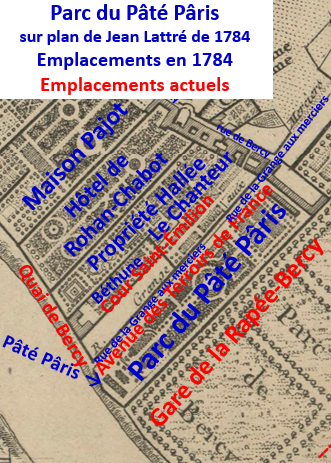
Plan de 1784
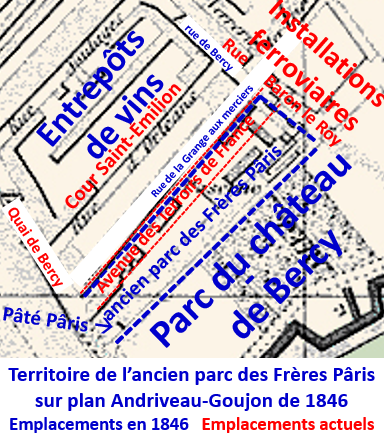
Plan de 1846

## Bâtiments remarquables et lieux de mémoire
L'immeuble Lumière se situe au no 40 de l'avenue, et l'entrée du musée des Arts forains au no 53.
Au no 53 commence le passage Dubuffet, voie privée.